# Вінцент Дунін-Мартинкевич
 Вінце́нт-Яку́б Ду́нін-Мартинке́вич (Марцинке́вич; біл. Ду́нін-Марцінке́віч, Вінцэ́нт-Яку́б псевдонім — біл. Наву́м Прыгаво́рка) (*4 лютого 1808 — †29 грудня 1884) — білоруський драматург і поет.

## Життєпис
Народився у фільварку Панюшковичі (тепер Бобруйський район) у шляхетській родині середніх статків. Закінчив Бобруйську повітову школу (1824). Навчався в Петербурзькому університеті на медичному факультеті. З 1827 року служив у Мінській єпархіальній консисторії, Мінській кримінальній палаті. 1840 року залишив службу, придбав фільварок Люцинка біля міста Іванця. Тут розгорнулася його культурно-просвітницька, літературна й театральна діяльність та минули наступні роки життя. Під час повстання 1863—1864 років звинувачувався в розповсюдження «шкідливих для уряду» ідей, був арештований, перебував під слідством, згодом відпущений під нагляд поліції.

## Творчість

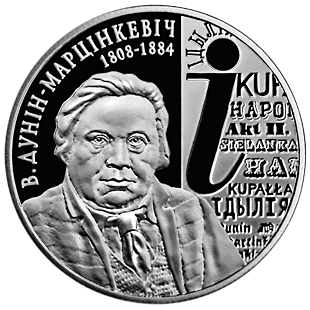
Монета Вінцент Дунін-Мартинкевич

Писав білоруською й польською. Творчу діяльність розпочав з оперних лібрето, вірші яких не збереглися. 1846 року у Вільні надруковано його драматичний твір «Салянка» («Ідылія»; постановка відбулася в Мінську 1852 року). У 1850-ті творив низку поетичних творів, віршованих повістей та оповідань — «Вечарніцы» та «Гапон» (1855), «Купала» (1856), «Шчароўскія дажынкі» (1857), «Травіца брат-сястрыца» і «Быліцы, расказы Навума» (написано 1857 року). Писав так само й твори польською: «Благословенна сім'я» і «Слов'яни в 19-му сторіччі» (1856). У 1859 році переклав білоруською поему Адама Міцкевича «Пан Тадэвуш». Зорганізував театральну трупу — перший білоруський театр, який ставив спектаклі в Люцинці, також у Мінську, Бобруйську й інших містах. У 1860—1870-ті роки написав комедії «Пінська шляхта» і «Залёты». Значна частина його творів, зокрема й комедій, не побачив світу за життя автора.
Розробив у білоруській літературі нові різновиди: віршована повість і оповідання. До того ж уважається зачинателем білоруської національної драматургії.
Починаючи писати, він стикався з тими самими труднощами, що й усі літератори того періоду — насамперед із відсутністю внормованої білоруської мови. Попри те все, Вінсент Дунін-Мартинкевич зміг вийти за вузькі межі діалектних кордонів та зорієнтуватися на всенародні мовні засоби (розпочав уживати форми слів, що існували по всій Білорусі).